# 毛夫人 (齊後主)
毛夫人（?—?），北齊時代人物，北齊后主高纬之妾。
毛氏十分擅长弹筝。当时大臣和士开为了讨好后主高纬，于是将毛氏进献入北齐后宫。毛氏入宫后，十分得宠，被封为夫人。其兄长毛思安也因她的原故而官职显赫，超级提拔为武卫。